# Трутневская
Трутневская — деревня в Верховажском районе Вологодской области.
Входит в состав Нижне-Важского сельского поселения (до 2015 года входила в Терменгское сельское поселение), с точки зрения административно-территориального деления — в Терменгский сельсовет.
Расстояние по автодороге до районного центра Верховажья — 35,9 км, до деревни Куколовской — 27,2 км. Ближайшие населённые пункты — Папинская, Березовская, Концевская.
По данным переписи в 2002 году постоянного населения не было.